# Forn de calç d'en Tela
El forn de calç d'en Tela és un forn de calç del municipi de Freginals (Montsià) inclòs en l'Inventari del Patrimoni Arquitectònic de Catalunya.

## Descripció
Es tracta d'un forn de calç construït entre dos bancals aprofitant el desnivell del terraplè i la situació arrecerada al vent. Al seu costat es troba un altre forn més petit per tal de combinar els processos de cocció i càrrega de pedra. El forn és una excavació cilíndrica d'uns 3,5 m de diàmetre a la part baixa i uns 3 m de diàmetre a l'alta. A sota, disposa de relleixó per ordenar les primeres pedres i un cendrer. A la part davantera, dos murs de pedra completaven el forn o, com se li diu popularment, "olla". Tot deixant una porta per entrar-hi la pedra i que es fermaria convertint-la en la boca a l'hora de la cuita.

## Història
Aquest tipus de forn constitueix una tipologia estesa a la comarca que s'anomena "forn efímer" donat el seu caràcter provisori, ja que s'abandonava quant començava a mancar la pedra, la malesa o després d'unes vuit o deu cuites, perquè les mateixes parets fetes amb el mateix tipus de pedra calcària es desfeien sense poder resistir més cuites.